# 大久保教孝
大久保 教孝（おおくぼ のりたか）は、相模荻野山中藩の第2代藩主。荻野山中藩大久保家6代。

## 略歴
天明7年（1787年）、初代藩主・教翅の長男として生まれる。寛政8年（1796年）に父が死去したため、家督を継ぐ。文化7年（1810年）7月1日に大番頭に任じられ、文政4年（1821年）12月12日には大坂定番、天保7年（1836年）11月20日には奏者番に任じられるなど、要職を歴任した。このため、出費増大で藩財政が悪化し、弘化2年（1845年）2月には「養蚕要略」を公布して養蚕業の奨励・発展に努め、さらに年貢増徴、倹約、上米などを行なったが、効果は望めなかった。
弘化2年（1845年）12月7日、病気を理由に家督を三男・教義に譲って隠居した。安政7年（1860年）1月24日に死去した。享年74。

## 系譜
父母
- 大久保教翅（父）

正室
- 大久保忠顕の娘

子女
- 大久保教業（長男）
- 大久保教義（三男）
- 小笠原信名正室